# Baldassare Taccone
Baldassare Taccone (Alessandria, 1461 – Milan, 1521) est un poète italien.

## Biographie
Chancelier à la cour de Ludovic Sforza dit « le More » et poète officiel du duc, Baldassare Taccone est surtout connu pour être l’auteur de Danae, «  favola   » ou comédie chantée en cinq actes, mise en scène par Léonard de Vinci en 1496 à Milan, comme en témoigne un feuillet de l’artiste aujourd’hui conservé au Metropolitan Museum of Art de New York. Ce feuillet contient non seulement les croquis des machines et dispositifs scéniques créés par Léonard de Vinci, mais aussi les noms des artistes ayant participé au spectacle.
L’intrigue de la pièce, détaillée dans l’édition bolognaise de 1888 de la Danae de Taccone, reprend le mythe de Danaé, belle vierge aimée de Jupiter mais tenue captive dans une tour inaccessible par son père possessif. Jupiter, après avoir inutilement tenté de séduire Danaé avec la complicité de Mercure, rejoint finalement la jeune femme sous forme d’une pluie d’or et s’unit à elle. Condamnée à mort par son père car elle est enceinte, Danaé est sauvée par Jupiter qui la transforme en étoile et la fait monter au ciel dans une explosion de lumières et de sons. Tout au long de la pièce, le personnage de Mercure passe son temps à voler entre la Terre et le Mont Olympe afin de faire honneur à la machine ascensionnelle conçue par Léonard de Vinci. L’Olympe était couvert d’un ciel contenant de nombreuses lampes à huile en guise d’étoiles. Dans les didascalies de la pièce, Taccone indique également que l’orchestre était invisible, dissimulé derrière les machines de scène tandis que les « piffari  » (instruments à vent), cornemuses, percussions et autres instruments étaient distribués derrière les scènes inférieure et supérieure.
Baldassare Taccone reste chancelier sous l’occupation de Milan par les Français et meurt en 1521.